# ロード〜第二章
「ロード〜第二章」（ - だいにしょう）はTHE 虎舞竜の4枚目のシングル。

## 内容
「ロード」の大ヒットを受け、その続編を制作した。なお、サビの部分の歌詞は前作と同じである（キーは若干異なる）。
「ロード」のミュージック・ビデオでは、ほとんどボーカルの高橋ジョージしか登場していなかったが、本作では他のメンバーの出演時間が増えており、曲のサビ部分では高橋と共に手話を披露している。

## 収録曲
両曲作詞・作曲：高橋ジョージ　編曲：入江純・THE 虎舞竜
1. ロード〜第二章
2. それぞれのロード
3. ロード〜第二章(inst.)